# کوتووو (شهرستان گروجیسک ویلکوپولسکی)
کوتووو (به لهستانی:  Kotowo) یک روستا در لهستان است که در گمینا گرانووو واقع شده‌است.